# Volker Knoop
Volker Knoop (* 13. Juli 1963 in Dortmund) ist ein deutscher Evolutionsbiologe. Er ist Leiter der Abteilung molekulare Evolution des Instituts für Zelluläre & Molekulare Botanik an der Universität Bonn.

## Leben
Volker Knoop studierte Biochemie und promovierte in Berlin. Er war an der Universität Ulm und ist seit 2002 an der Universität Bonn tätig. Er befasst sich in seiner Forschung mit der mitochondrialen DNA von Pflanzen und der Stammesgeschichte früher Landpflanzen.

## Werk (Auswahl)
- Gene und Stammbäume: Ein Handbuch zur molekularen Phylogenetik (2006), ISBN 3827416426